# Óscar Valentín
Óscar Valentín Martín Luengo (nascut el 20 d'agost de 1994) és un futbolista professional castellanomanxec que juga com a migcampista central al Rayo Vallecano .

## Carrera de club
Nascut a Ajofrín, Toledo, Castella-la Manxa, Valentín va acabar la seva formació amb el CF Rayo Majadahonda, i va debutar amb el sènior durant la campanya 2012-13, a Tercera Divisió. L'any 2013, va passar al Futbol Alcobendas Sport de quarta divisió.
El juliol de 2014, Valentín es va incorporar al Rayo Vallecano i immediatament va ser cedit de nou a l'Alcobendas. En tornar, va ser destinat al filial també a la quarta divisió.
El 23 de juliol de 2016, Valentín es va incorporar a l'Alcobendas amb caràcter permanent. L'1 de juliol següent, va tornar al seu antic club el Rayo Majadahonda, ara destinat al primer equip de Segona Divisió B.
Valentín va ser titular habitual durant la campanya 2017-18, contribuint amb 33 aparicions a la lliga, en la qual el seu equip va aconseguir l'ascens a Segona Divisió per primera vegada. Va fer el seu debut professional el 19 d'agost de 2018, començant en una derrota a domicili per 2-1 contra el Real Saragossa.
Valentín va marcar el seu primer gol professional el 12 de maig de 2019, però en una derrota a casa per 3-2 contra l'Albacete Balompié. Va acabar la campanya com a titular indiscutible, en la qual el seu equip va baixar de categoria.
El 25 de juny de 2019, Valentín va signar un contracte de quatre anys amb el Rayo Vallecano.